# مظهر خان
مظهر خان (بالإنجليزية: Mazhar Khan)‏ هو مخرج وممثل هندي (وحمل سابقاً جنسية الراج البريطاني)، ولد في 1905 في بريلي في الهند، وتوفي في 1950 في مومباي في الهند.

## وصلات خارجية
- مظهر خان على موقع IMDb (الإنجليزية)